# Aceratoneuromyia evanescens
Aceratoneuromyia evanescens är en stekelart som först beskrevs av Julius Theodor Christian Ratzeburg 1848.  Aceratoneuromyia evanescens ingår i släktet Aceratoneuromyia och familjen finglanssteklar. Inga underarter finns listade i Catalogue of Life.